# Grand Balcon Nord
 (juillet 2023).
Le Grand Balcon Nord est un sentier de randonnée de France situé en Haute-Savoie, dans la vallée de Chamonix. Il relie le Plan de l'Aiguille situé au-dessus de Chamonix à la montagne de Lognan au-dessus d'Argentière, sur l'ubac des aiguilles de Chamonix et de l'aiguille des Grands Montets, entre 1 800 et 2 200 mètres d'altitude.
De l'autre côté de la vallée, sur l'adret des aiguilles Rouges, se trouvent le Petit Balcon, le Petit Balcon Sud et le Grand Balcon Sud par lesquels transitent notamment le sentier de grande randonnée Tour du Mont-Blanc et le sentier de grande randonnée de pays Tour du Pays du Mont-Blanc,,.

## Tracé
Depuis son extrémité sud, le Grand Balcon Nord débute au Plan de l'Aiguille, replat à environ 2 200 mètres d'altitude au-dessus de Chamonix et sous les aiguilles de Chamonix et notamment l'aiguille du Midi,. Le départ du sentier peut être rejoint à pied depuis le fond de la vallée via plusieurs sentiers via la cascade du Dard ou la montagne de Blaitière mais également en empruntant le premier tronçon du téléphérique de l'Aiguille du Midi jusqu'à la gare intermédiaire,. Se dirigeant vers le nord-est, le sentier perd progressivement en altitude en laissant les glaciers de Blaitière et des Nantillons sur sa droite pour arriver au Montenvers à environ 1 900 mètres d'altitude après avoir franchi le signal Forbes,. De là, la progression sur ce versant en rive gauche de l'Arve est impossible sans redescendre dans la vallée en raison de la profonde échancrure formée dans le massif du Mont-Blanc par la Mer de Glace et l'Arveyron qui s'en échappe. Le chemin de fer du Montenvers mais aussi les chemins du Montenvers, Sortie Vallée Blanche ou de la Filia permettent ainsi de rejoindre Chamonix.
Plus au nord, par-delà la Mer de Glace, le Grand Balcon Nord se prolonge sur l'ubac de l'aiguille des Grands Montets à travers les montagnes de la Pendant et de Lognan, sur le bas du domaine skiable des Grands Montets. Il se termine aux portes du glacier d'Argentière, là aussi la progression sur ce versant du massif étant interrompue de la même manière qu'au Montenvers par un glacier et son torrent émissaire ; en aval, au pied des montagnes de la Pendant, de Lognan et de Péclerey, au-dessus des Chosalets, d'Argentière, de Montroc et du Tour progresse le Petit Balcon Nord.

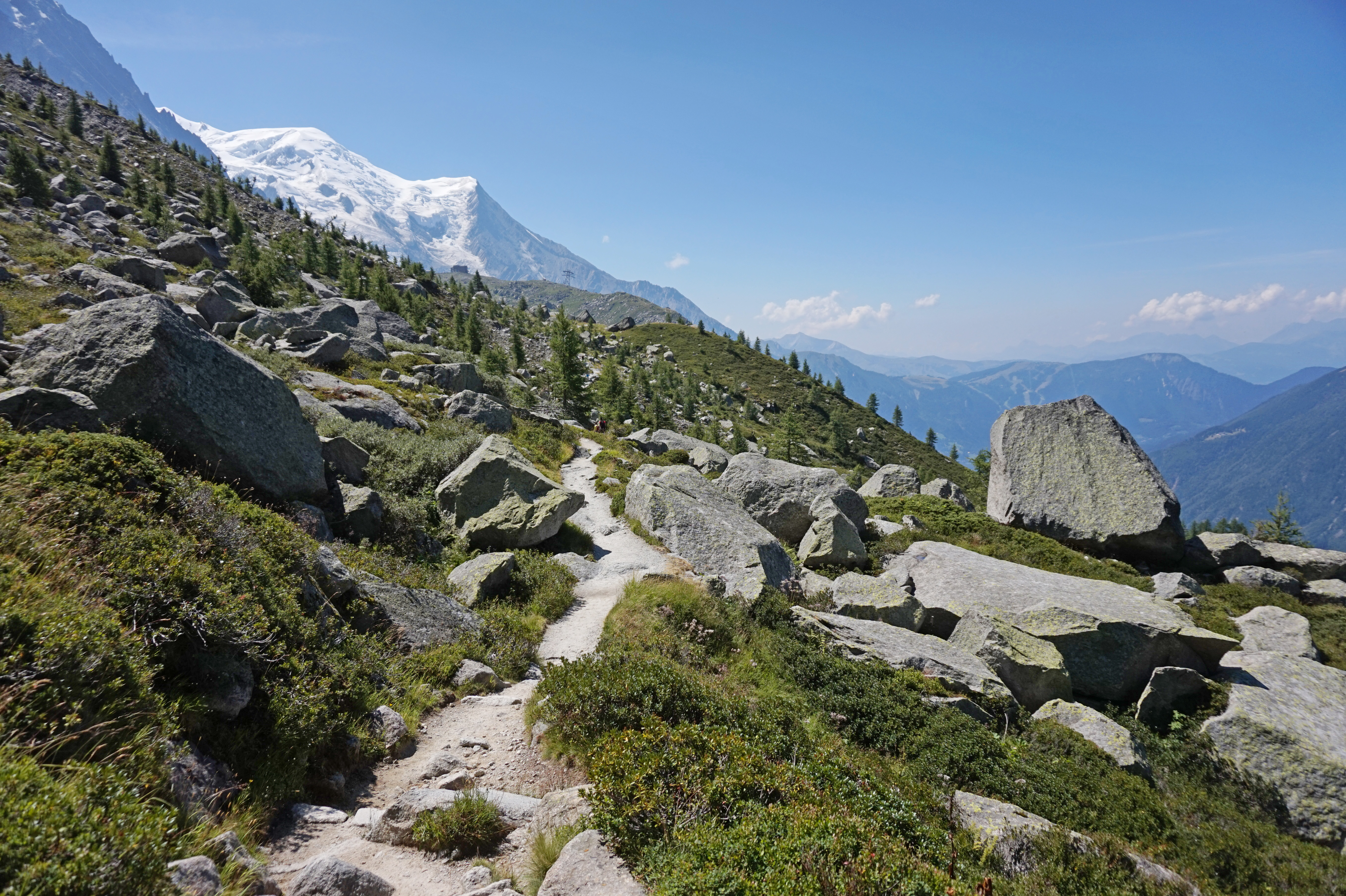
Le Grand Balcon Nord en direction du Plan de l'Aiguille avec au fond le dôme et l'aiguille du Goûter.